# Shota Sakaki
Shota Sakaki (榊 翔太 Sakaki Shota?, nacido el 3 de agosto de 1993 en Hokkaido) es un futbolista japonés que se desempeña como delantero.

## Trayectoria

### Clubes
| Club              | País    | Año         |
| ----------------- | ------- | ----------- |
| Consadole Sapporo | Japón   | 2011 - 2015 |
| J. League sub-22  | Japón   | 2015        |
| SV Horn           | Austria | 2015 - 2017 |
| Tochigi SC        | Japón   | 2017 -      |

## Estadística de carrera

### J. League
| Club              | Año   | J. League | J. League | Copa J. League | Copa J. League | Total | Total |
| Club              | Año   | Part.     | Goles     | Part.          | Goles          | Part. | Goles |
| ----------------- | ----- | --------- | --------- | -------------- | -------------- | ----- | ----- |
| Consadole Sapporo | 2011  | 0         | 0         | -              | -              | 0     | 0     |
| Consadole Sapporo | 2012  | 12        | 2         | 5              | 3              | 17    | 5     |
| Consadole Sapporo | 2013  | 12        | 0         | -              | -              | 12    | 0     |
| Consadole Sapporo | 2014  | 9         | 0         | -              | -              | 9     | 0     |
| Consadole Sapporo | 2015  | 0         | 0         | -              | -              | 0     | 0     |
| J. League sub-22  | 2015  | 1         | 0         | -              | -              | 1     | 0     |
| Tochigi SC        | 2017  | 2         | 0         | -              | -              | 2     | 0     |
| Total             | Total | 36        | 2         | 5              | 3              | 41    | 5     |